# Ілюк Світлана Миколаївна
Світлана Миколаївна Ілюк (нар. 20 червня 1994, смт. Верховина Івано-Франківська область) — українська режисерка, актриса, волонтерка. Членкиня Національної спілки театральних діячів України.

## Життєпис
З 2003 по 2009 — школа мистецтв, клас фортепіано. З 2012 по 2017 — Інститут мистецтв Прикарпатського національного університету ім. Василя Стефаника, спеціальності: режисерка естради та масових свят, актриса драми та кіно.
З 2015–2017 роки працювала гідинею у Карпатах; методистка, екскурсоводка та вихователька в дитячому таборі ЛОК «Верховина».
У 2015 стає співзасновниця фото-студії «ENJOY AGENCY»  та співавторка фотопроектів: 7 чудес, Candy Doll, Fashion Street, Yоur Gemetry, Shadow Fashion (партнер a/Tan), The soul of the Diamond (партнер ZARINA), Yоur Secret, Hot Winter (партнер Ferrizo), Step of your Life (партнер EGO), Timeless (партнер мережа магазинів Your Time), Color Life, Goddes (партнер ZARINA), Jeans, You're a Star (партнер глянцевий журнал LIKE), Дари Осені, Молочна Ванна, Брендовий календар Зодіак. В цьому ж році організовує події: презентація Брендового календаря «Зодіак та Райська Птаха», презентації 10 і 12 номерів журналу LIKE, виставки в Ювелірному Домі Zarina.
В 2016 році організовує триденний фестиваль «YMCA Карпати», концерту до Дня Незалежності України та 10-ти річного ювілею YMCA на Гуцульщині. Також виступає постановницею мюзиклу «Справжня принцеса» за твором Євгена Тищука та гастролює Івано-Франківщиною. Займалася викладацькою діяльністю — сценічно-культурного мовлення та акторської майстерності у Дитячому Юнацькому Центрі. Співзасновниця (спільно з музичним колективом «Гуцули») аматорського гуцульського театру.
2017 року створила перформанс «Трансгресія. Трансформація. Сепарація» для фестивалю Porto-Franko за твором «Чекаючи на Ґодо» Семюеля Беккета. З серпня 2017 до липня 2023 працювала помічницею режисерів у Львівському академічному драматичному театрі імені Лесі Українки.
З листопада 2021 року й до повномасштабного вторгнення працювала в Міському палаці культури імені Гната Хоткевича режисеркою в театрі «Під мостом 2», де поставила моновиставу «Дикий мед у рік Чорного півня» за п'єсою Олега Миколайчука-Низовця.

## Творчість
Режисерка читання п'єс
- 2018 — «Дурний Микола» Людмили Тимошенко в рамках презентації результатів VІІ Конкурсу україномовних п'єс «Драма.UA» на міні-фестивалі «Текст. Драма. Рогалики»[6]
- 2019 — «Там, вдалині» Керіл Черчіл в рамках 26 BookForum
- 2020 — «Саньок» Оксани Гриценко (Львівський театр ім. Лесі Українки, онлайн)[7]
- 2020 — «Назви не пам'ятаю» Катерини Пенькової (Львівський театр ім. Лесі Українки, онлайн)[8]
- 2020 — «Воїн з ботанічного саду» Костянтина Капошиліна (Львівський театр ім. Лесі Українки, онлайн)[7]
- 2021 —«П'ять пісень Полісся» Людмили Тимошенко (в колоборації з Ігорем Більцем)[9]
- 2022 — «Рибний шлях» Ольги Мацюпи (в рамках проєкту «Документ без назви» від Арт центру «Jam Factory Art Center»[10]
- 2023 — «Як говорити з мертвими» драматургині А. Косодій (Львівський театр ім. Лесі Українки) — аудіо-читання[11]

Режисерка вистав
- 2020 — «Галдамаш» за п'єсою «Екологічна балада» Ольги Мацюпи (Львівський театр ім. Лесі Українки[12]
- 2021 — «Дикий мед у рік Чорного півня» за п'єсою Олега Миколайчука-Низовця (Міський палац культури імені Гната Хоткевича[13]
- 2023 — «Завтра в той самий час» (Львівський театр ім. Лесі Українки)[14]

Акторка
- 2021 — «Горизонт 200»; реж. Олена Апчел (Львівський театр ім. Лесі Українки)[15]